# 염재호
염재호(廉載鎬, 1955년 1월 4일 ~ )는 대한민국의 행정학자, 고려대학교 명예교수이며 SK 이사회 의장이다. 2015년부터 2019년까지 고려대학교 총장을 지냈다.

## 인물
서울 출신으로 신일고등학교와 고려대학교 행정학과를 졸업했고 1980년 동 대학원에서 행정학 석사, 1989년 미국 스탠퍼드 대학교 대학원에서 정치학 박사학위를 받았다. 1990년부터 2019년까지 고려대학교 행정학과에서 조교수와 부교수, 정교수를 두루 거쳤고 정부학연구소 소장(2002년 ~ 2004년), 고려대학교 기획실장과 기획예산처장(2003년 ~ 2005년), 국제교육원장(2003년 ~ 2006년), 행정대외부총장(2012년 ~ 2014년) 등을 역임했다. 2015년 3월에는 김병철 총장의 후임으로 제19대 고려대학교 총장으로 취임하여 2019년 2월까지 맡았다.
총장 퇴임 후에는 최태원 SK그룹 회장으로부터 SK 이사회 의장 자리를 넘겨받았다. SK 측은 경영 감시 등 이사회의 역할을 강화하고 기업가치를 높이기 위해 염재호 의장을 선임했다고 밝혔다.
행정과 관련해서는 기획예산처 공기업 등 경영 점검·평가단 위원(2000년 ~ 2001년), 중앙인사위원회 인사정책자문회의 자문위원(2004년 ~ 2007년), 외교통상부 정책자문위원회 자문위원(2004년 ~ 2010년), 우정사업운영위원회 위원(2006년 ~ 2012년), 중앙선거관리위원회 자문위원(2007년 ~ 2013년) 등 정부 산하 관련 단체에서 두루 활동했다.
그 외에도 국가과학기술자문회의 전문위원(1992년 ~ 1993년, 2001년 ~ 2003년), 한국과학재단 이사(2006년 ~ 2009년), 국가과학기술위원회 위원(2011년 ~ 2013년), 한국학술진흥재단 BK21-NURI 사업관리위원회 위원(2006년 ~ 2009년) 등을 역임했으며 언론계에서는 KBS와 SBS에서 프로그램 진행자로 맡은 적도 있었고 동아일보와 중앙일보, 한국일보 등 각 언론사에서 칼럼니스트로 활동한 경력도 갖고 있다. 2002년 제16대 대통령 선거 당시 대통령 후보 초청 TV 합동 토론의 진행자로도 활동했다.

## 세부 전공·학설
정책과 제도, 행정이론, 과학기술정책 등을 연구 테마로 내걸고 있다.

## 학력
- 신일고등학교
- 1978년 : 고려대학교 행정학 학사
- 1980년 : 고려대학교 대학원 행정학 석사
- 1989년 : 스탠퍼드 대학교 대학원 정치학 박사

### 명예 박사 학위
- 2018년 : 연세대학교 명예 교육학박사
- 2018년 : 와세다 대학 명예 법학박사

## 주요 경력
고려대학교
- 1990년 ~ 2019년 : 고려대학교 행정학과 조교수, 부교수, 교수
- 2002년 ~ 2004년 : 고려대학교 정부학연구소 소장
- 2003년 ~ 2005년 : 고려대학교 기획실장, 기획예산처장
- 2003년 ~ 2006년 : 고려대학교 국제교육원장
- 2004년 ~ 2005년 : 고려대학교 대교협 평가준비위원장
- 2012년 9월 ~ 2014년 8월 : 고려대학교 행정대외부총장
- 2015년 3월 ~ 2019년 2월 : 제19대 고려대학교 총장
- 고려대학교 정경대학 행정학과 명예교수

학회 경력
- 1995년 ~ 1997년 : 현대일본학회 연구이사
- 1996년 : 한국행정학회 연구이사
- 2002년 : 한국정책학회 운영이사
- 2003년 ~ 2005년 : 한국정치학회 이사
- 2003년 ~ 2005년 : 현대일본학회 부회장
- 2007년 : 한국정책학회 회장
- 2008년 : 현대일본학회 회장

국제 연구
- 1985년 ~ 1986년 : 히토쓰바시 대학 산업경영연구소 객원연구원
- 1995년 ~ 1996년 : 쓰쿠바 대학 TARA센터 객원연구원
- 1997년 ~ 1998년 : 그리피스 대학교 객원교수
- 2001년 ~ 현재 : 런민 대학 객좌교수
- 2005년 : 영국 브라이턴 대학교 객원연구원
- 2011년 ~ 2012년 : 베이징 대학 연구교수

그 외
- 1992년 ~ 1993년, 2001년 ~ 2003년 : 국가과학기술자문회의 전문위원
- 1997년 : 한국고등교육재단 이사
- 2004년 ~ 2007년 : 중앙인사위원회 인사정책자문회의 자문위원
- 2004년 ~ 2010년 : 외교통상부 정책자문위원회 자문위원
- 2005년 : 교육인적자원부 전문대학원 심사위원회 위원장
- 2005년 ~ 2006년 : 교육인적자원부 2단계 BK21 사업 전문위원회 위원
- 2005년 ~ 2015년 : 농수산물유통공사 비상임이사
- 2006년 ~ 2009년 : 한국과학재단 이사
- 2006년 ~ 2009년 : 한국학술진흥재단 BK21-NURI 사업관리위원회 위원
- 2006년 ~ 2012년 : 우정사업운영위원회 위원
- 2007년 ~ 2013년 : 중앙선거관리위원회 자문위원
- 2009년 ~ 2013년 : 한국연구재단 BK21 사업관리위원회 위원
- 2010년 ~ 2015년 : 한국과학기술단체총연합회 이사, 감사
- 2010년 ~ 2015년 : Asian Research Policy, Editor-in-Chief
- 2010년 ~ 2015년 : 서울시 산학협력포럼 회장
- 2010년 ~ 2015년 : 행복나눔재단 이사
- 2011년 : 교육과학기술부 기관평가위원장
- 2011년 ~ 2013년 : 국가과학기술위원회 위원
- 2011년 ~ 2015년 : 과학기술연구원 정책자문위원
- 2011년 : 서울연구원 이사
- 2012년 ~ 2014년 : 정부업무평가위원회 위원
- 2012년 ~ 2015년 : 우정사업운영위원회 위원장
- 2012년 ~ 2015년 : 희망제작소 이사
- 2012년 ~ 현재 : 한국연구재단 정책자문위원
- 2012년 ~ 현재 : 기초과학연구원 정책자문위원
- 2013년 ~ 2015년 : 한국과학기술기획평가원 정책자문위원
- 2013년 ~ 2015년 : 국회 예산정책자문위원회 위원
- 2014년 : 한국고등교육재단 이사장
- 2014년 ~ 2015년 : 기획재정부 공공기관 경영평가단 단장
- 외교통상부 정책자문위원회 위원장
- 2019년 3월 ~ 2022년 3월 : SK 사외이사
  - SK 이사회 의장
  - SK ESG위원회 위원
  - SK 거버넌스위원회 위원
- 2020년 3월 ~ 2024년 3월 : 울산대학교 이사(개방이사)
- 2020년 3월 ~ : 서울평화상문화재단 이사장
- 2022년 1월 ~ 2023년 7월 : 학교법인 태재학원 이사
- 2023년 3월 ~ 2025년 1월 : 서울대학교 이사
- 2023년 3월 ~ : 태재대학교 총장
- 2024년 9월 ~ : 대통령 직속위원회 국가인공지능위원회 부위원장

## 저서
- 염재호 (2018년). 《개척하는 지성 - 21세기 뉴 노멀 사회의 도전》. 나남. ISBN 9788930089777.
- 염재호; 임승빈; 김용창; 김선영; 김해창; 박지영; 신혜진; 양동우; 이동희; 이상호; 조영임; 한동호; 홍선기 (2021년). 《SH, 미래 서울을 논하다 - 포스트코로나시대 도시관리의 기술혁신과 시민 참여》. 윤성사. ISBN 9791191503180.

## 방송
- 《이것이 여론이다》(SBS, 2004년)
- 《염재호 교수의 시사진단》(SBS)
- 제16대 대통령선거방송토론위원회 TV 합동토론 진행(2002년)

## 수상 경력
- 1979년 : 고려대학교 총장상
- 2013년 : 홍조근정훈장
- 2020년 : 청조근정훈장

| 전임 김병철 | 제19대 고려대학교 총장 2015년 3월 ~ 2019년 2월 | 후임 정진택 |